# BAF
BAF (Bunker Adjustment Factor або Bunkering Adjustment Fee) — додаток до ціни фрахту, який нівелює витрати через коливання цін на пальне. Розраховується в доларах США за 1 TEU (1x20' контейнер).
Також називається бункерним збором, стягується з вантажовідправників. Кожне транспортне підприємство встановлює власну методу нарахування додатку та має право зміни цієї методології. Зазвичай він обраховується від середньої гуртової ціни трансмісійного масла у попередньому місяці. Додаток має великий вплив на ціни палива, через що більшість перевізників на початку кожного місяця модифікують власні цінники. Окремі оператори актуалізують BAF в середині місяця, інші — раз на кілька місяців, деякі навіть лише раз на рік. В окремих випадках додаток на паливо може сягати до 60 % від ціни транспорту.